# مشاكل الكاحل

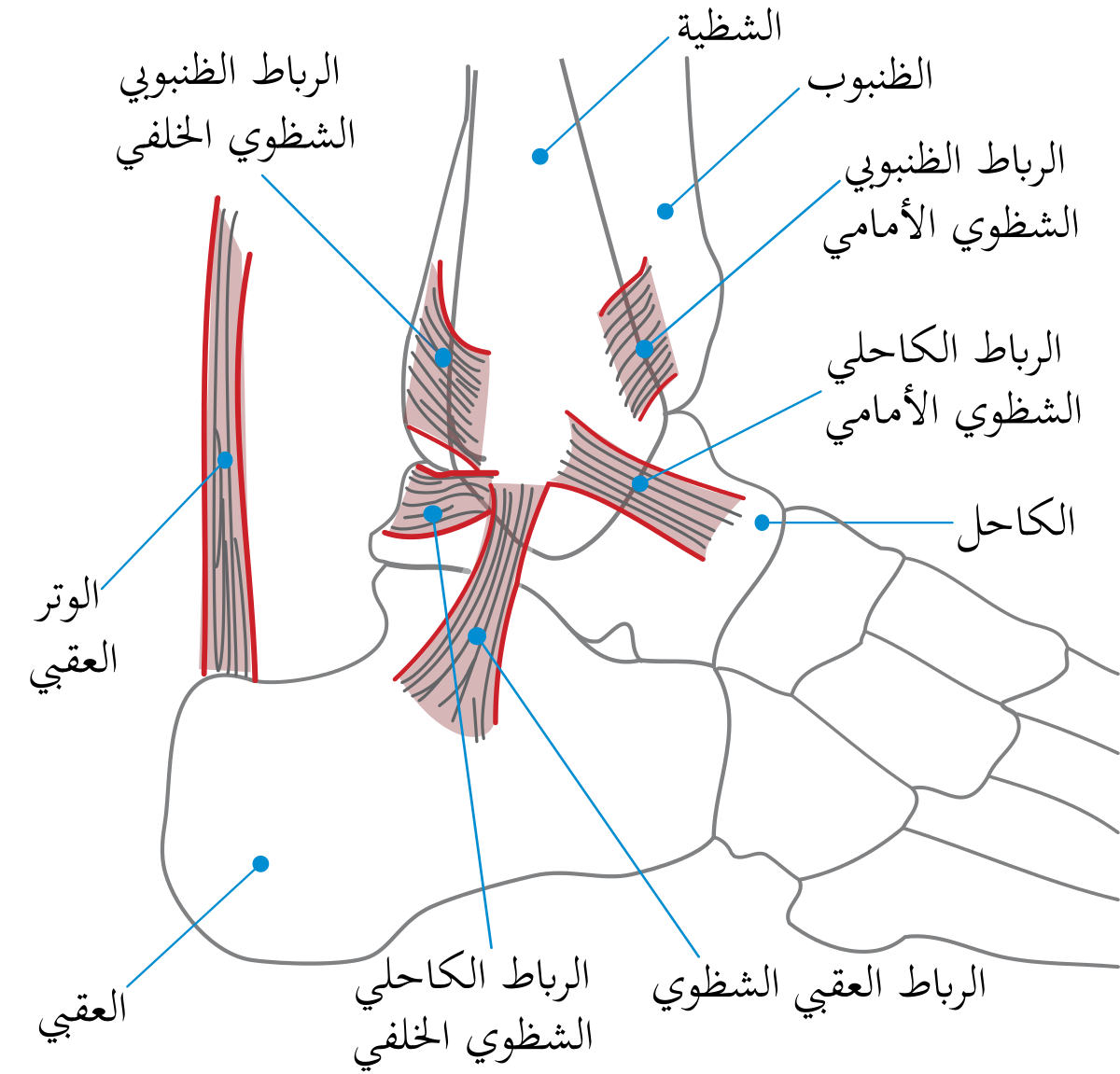
الأعراض: انتفاخ ، كدمات ، احمرار ، خدر ، عدم استقرار ، ألم حارق ، تصلب ، ضعف.العلاج:مدة تتراوح من 7 إلى 14 يومًا ، قد يستغرق علاج المشكلات الحادة أشهرًا.
أنواع النقرس ، التهاب المفاصل ، التهاب الأوتار ، تلف الأعصاب ، الأوعية الدموية المحظورة ، التهاب المفاصل ، الإصابات ، ضعف العضلات ، انتكاسة المشكلة الحالية.
يسبب عادة التواء في الكاحل
طريقة التشخيص التاريخ الطبي ، الفحص الطبي ، الأشعة السينية ، التصوير بالرنين المغناطيسي (MRI) أو الأشعة المقطعية.

مشاكل الكاحل هي أعراض شائعة جدًا تشمل الألم أو أي إزعاج حدث في الكاحلين.
غالبًا ما يمكن علاج آلام الكاحل الخفيفة بواسطة العلاجات المنزلية على الرغم من أن الأمر يتطلب بعض الوقت للعلاج.هناك حاجة إلى الأطباء المتخصصين عند حدوث ألم شديد في الكاحل، خاصة أنه نوع من الإصابة.

## الأعراض
مفصل الكاحل: هو اجتماع لعظام الساق والقدم، ويتحكم في حركة القدم لأعلى ولأسفل، تكوين الكاحل هو مفصل الكاحل بالإضافة إلى المنطقة التشريحية المحيطة، بما في ذلك الطرف السفلي من الساق وبداية الجزء المسطح من القدم. يمكن أن ينتج ألم الكاحل عن التهاب أو إصابة أي مناطق في هياكل الكاحل، بما في ذلك مساحة المفصل والغضاريف والأوتار والأربطة والعظام والعضلات. يمكن أن يرتبط ألم الكاحل بأعراض أخرى ومنها:
- تورم
- كدمات
- احمرار
- خدر أو وخز
- عدم استقرار
- ألم حارق
- عدم القدرة على تحمل الوزن على الكاحل المصاب
- تصلب
- ضعف
- الألم الشديد، صعوبة تحريكها، صعوبة المشي والوقوف، التصلب، هي أعراض خاصة بمرض الفصال العظمي.

## الأسباب
تشمل الأسباب الطبيعية لمشاكل الكاحل إصابات مثل الالتواء، أو حالة طبية، على سبيل المثال، التهاب المفاصل (على وجه التحديد الفصال العظمي).
التواء الكاحل
يعد هذا أحد أكثر الأسباب الطبيعية لألم الكاحل، حيث يتكون من حوالي 85 بالمائة من إجمالي مشاكل الكاحل وفقًا للجامعة الوطنية للعلوم الصحية (NUHS)، والتي تحدث عندما يكون الكاحل ملتويًا، مما يؤدي إلى تمدد الأربطة، أو حتى تمزق في أسوأ الاأحوال. معظم الالتواء الذي يحدث في الكاحل هو الالتواء الجانبي الذي يمكن أن يحدث عندما تتدحرج قدميك، الأوعية الدموية الصغيرة سوف تمزق أيضا وتسبب تورم في الكاحل، يتسبب هذا الإجراء في إلحاق الضرر بالأربطة وهي عبارة عن شريط قصير من الأنسجة الضامة المرنة والليفية التي تربط العظام معًا. يمكن أن تؤذي لفافة الكاحل أيضًا الغضروف أو الأوتار. عادةً ما ينتفخ الكاحل الملتوي وتظهر الكدمات لمدة أسبوع أو أسبوعين تقريبًا، في حين أن الإصابات الخطيرة قد تستغرق عدة أشهر للشفاء الكامل.
الرياضيون لديهم مخاطر أكبر في الإصابة بمرض التواء الكاحل. عادة ما تحدث في الأشخاص الذين يلعبون ألعاب الكرة مثل كرة القدم أو كرة السلة أو الكرة الطائرة.
من بين 10 أشخاص يعانون من الالتواء الشديد في الكاحل، يعاني حوالي 1 إلى 2 من عدم استقرار طويل الأجل في الكاحل.
الكاحل المتوي احيانا يضعف بشكل دائم ويصبح غير مستقر أكثر من الكاحلين العاديين.
النقرس
يحدث النقرس في الجسم عندما يتراكم حمض اليوريك إلى مستوى تركيز أعلى من المعتاد وتتراكم البلورات في المفاصل وتسبب ألمًا حادًا.وتشمل الأوضاع الأخرى مثل: النقرس الزائف والتي تنجم عن تراكم رواسب الكالسيوم في المفاصل، غالبًا ما تشمل أعراض النقرس مثل: الألم والاحمرار والتورم.
التهاب المفاصل
التهاب المفاصل هو التهاب ينتج عنه انتفاخ داخل وحول مفاصل الجسم والأنسجة الرخوة المحيطة بها، يمكن أن يسبب الالتهاب ألمًا وتصلبًا وهو أحد الأسباب الشائعة التي تسبب مشاكل في الكاحل.
في العديد من أنواع التهاب المفاصل، يحدث انحطاط المفصل التدريجي في المفصل وفقدان الغضروف الناعم «المخزن مؤقتًا» تدريجيًا، مما يؤدي إلى احتكاك العظام ببعضها البعض، يمكن أن يكون التهاب المفاصل مؤلمًا بشكل لا يطاق ويؤدي في النهاية إلى حركة محدودة، وفقدان خطير في وظيفة المفاصل، أو تشوه المفاصل المتأثرة.
كيف يؤثر التهاب المفاصل على القدمين والكاحلين
كل قدم له 28 عظمة وأكثر من 30 مفاصل. فيما يلي مفاصل القدم الأكثر شيوعًا لالتهاب المفاصل العظمي:
- المفاصل الثلاثة للقدمين، بما في ذلك الكعب والجزء الأوسط والعظم الأوسط
- إصبع القدم الكبير ومفاصل عظام القدم.
- المفاصل حيث يلتقي الكاحل والساق.

التهاب المفاصل الروماتويدي هو أيضا أحد الأسباب.
التهاب الأوتار
التهاب الأوتار هو أحد أكثر أسباب الألم في القدم أو الكاحل شيوعًا. يتم تثبيت عضلات الساقين والقدمين والكاحلين على العظام عن طريق الأوتار، وهي هياكل قوية تشبه الحبل. التهاب الأوتار هو التهاب حول الوتر، وسيكون لديك ألم في النشاط، وعادة ما يكون مريح ويمكن أن يعود مرة أخرى.
الأسباب الشائعة:
- الإفراط في الاستخدام: السبب الأكثر شيوعًا لالتهاب الأوتار هو الإفراط في الاستخدام، مما يعني أن الأوتار مفرطة الضغط وقد يتم شدها قليلاً أو تمزيقها. يحدث هذا عندما تزيد الأنشطة، بما في ذلك كل شيء من المشي إلى المشاركة في الألعاب الرياضية التنافسية.
- بنية القدم الغير طبيعية: يمكن أن تحدث مشاكل مثل القدم المسطحة أو الأقواس العالية اختلالات العضلات التي تضغط على واحد أو أكثر من الأوتار.
- الصدمة: يمكن أن تسبب إصابة القدم أو الكاحل التهاب الأوتار. يمكن أن يحدث هذا من خلال إجراءات مفاجئة وقوية مثل القفز. شكل آخر من أشكال الصدمات هو الاحتكاك المزمن على الحذاء، والذي يحدث عادة في الجزء العلوي من القدم أو الكعب، مما يسبب التهاب الأوتار في هذه المناطق.
- الحالات الطبية: بعض الأمراض التي تسبب التهابًا عامًا يمكن أن تسبب التهاب الأوتار. التهاب المفاصل الروماتويدي والنقرس والاعتلال المفصلي الفقري يمكن أن يسبب التهاب الأوتار الخلفي.
- تلف الأعصاب مثل:عرق النسا
- الأوعية الدموية المغلقة.

التهاب المفاصل
التهاب المفاصل العفني هو نوع من التهاب المفاصل الناجم عن العدوى البكتيرية أو الفطرية حول مناطق الكاحلين.
الإصابات
يمكن أن تسبب الإصابات مشاكل في الكاحل، على سبيل المثال: التعثر أو الالتحام في الكاحل.

## التشخيص
يتضمن تشخيص مشاكل الكاحل، وخاصةً التهاب المفاصل:
- تاريخ طبي.
- الفحص الطبي.
- أشعة سينية (x-ray).
- التصوير بالرنين المغناطيسي (MRI) أو الأشعة المقطعية.